# Pfarrkirche Buch (Vorarlberg)

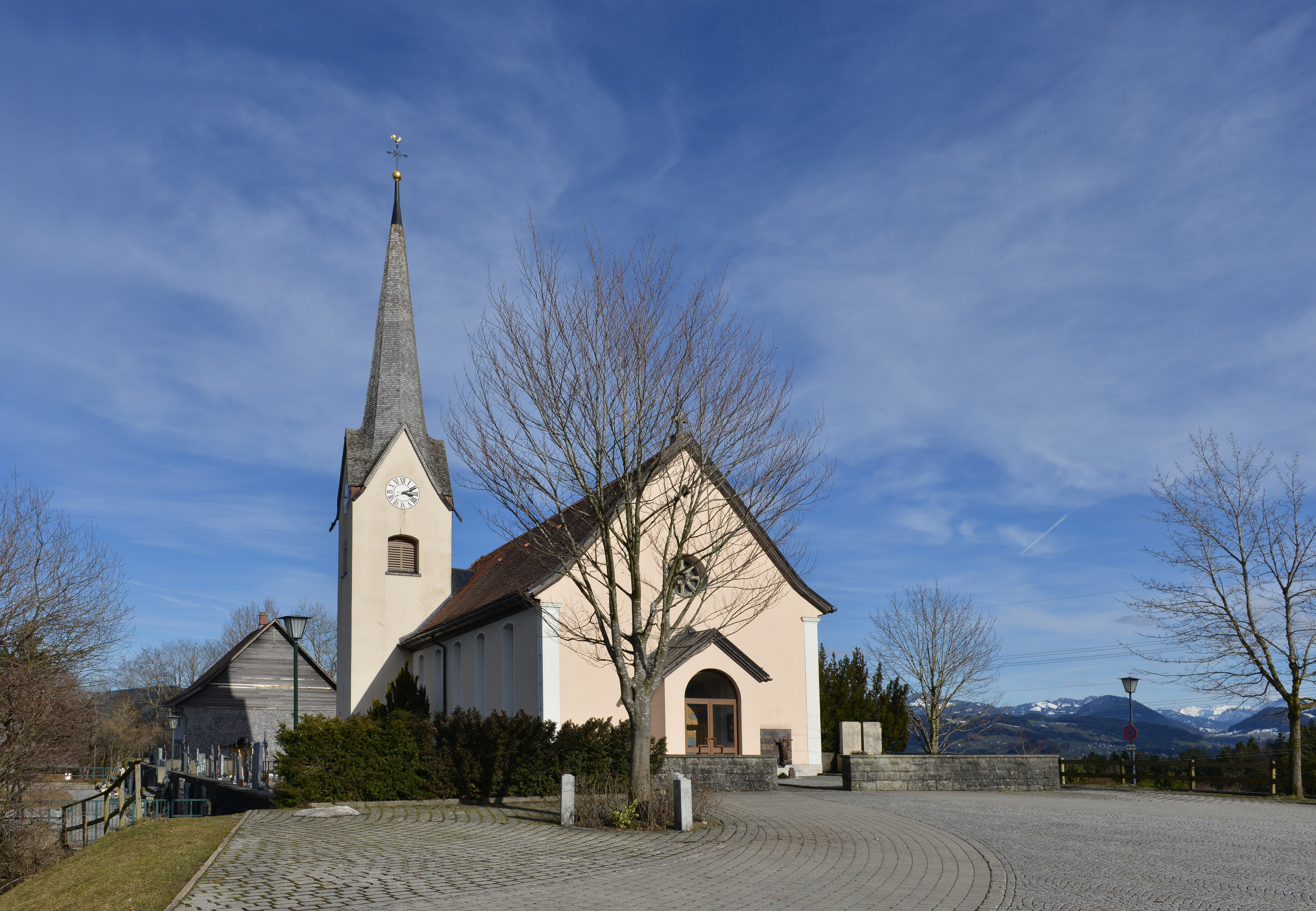
Kath. Pfarrkirche Hll. Petrus und Paulus in Heimen in Buch

Die römisch-katholische Pfarrkirche Buch steht im Ort Heimen in der Gemeinde Buch im Bezirk Bregenz in Vorarlberg. Die Pfarrkirche Peter und Paul gehört zum Dekanat Bregenz der Diözese Feldkirch. Die Kirche steht unter Denkmalschutz.

## Geschichte
Urkundlich wurde 1484 eine Kapelle genannt. Der Ort war anfangs eine Filiale von Bregenz und ab 1512 von Wolfurt. 1506/1508 eine Kaplanei. Nach einer baulichen Erweiterung entstand 1760 eine Pfarre. 1794 wurde die Kirche neu erbaut und 1869 verlängert und 1875 geweiht. Ab 1951 erfolgte eine Restaurierung. 1969 wurde der Chor und das Kirchenäußere restauriert. 1969/1970 wurde der Friedhof erweitert. 1980 war eine Innenrestaurierung.

## Architektur
Die Kirche ist ein klassizistischer Bau mit einem eingezogenen Chor mit Dreiachtelschluss unter einem gemeinsamen Satteldach mit einem Nordturm und einem angeschlossenen Friedhof.

## Ausstattung
Der Hochaltar erhielt 1980 eine neue Mensa. An der Chorstirnwand ist ein Fresko Kreuzigung mit Maria, Johannes und Magdalena. Der linke Seitenaltar zeigt das Fresko Geburt Christi auf einer Holztafel. Der rechte Seitenaltar zeigt das Fresko Christi Himmelfahrt auf einer Holztafel. Alle Fresken malte Andreas Brugger (1794).
Die Orgel in einem neuen Gehäuse bauten die Gebrüder Mayer (1983).